# Helius gracilirostris
Helius gracilirostris là một loài ruồi trong họ Limoniidae. Chúng phân bố ở miền Australasia.